# Tradewest
Tradewest var ett amerikanskt datorspelföretag baserat i Corsicana, Texas som producerade många spel på 1980-talet och början av 1990-talet. Företaget var utgivare av Battletoads och Double Dragon-serien i Nordamerika och PAL-regionen. 